# Maléna (cantante)
Arpine Martoyan (en armenio: Արփինե Մարտոյան; Ereván, 10 de enero de 2007), conocida artísticamente como Maléna (en armenio: Մալենա) es una cantautora armenia. Es conocida por ser la ganadora del Festival de la Canción de Eurovisión Junior 2021.

## Carrera profesional

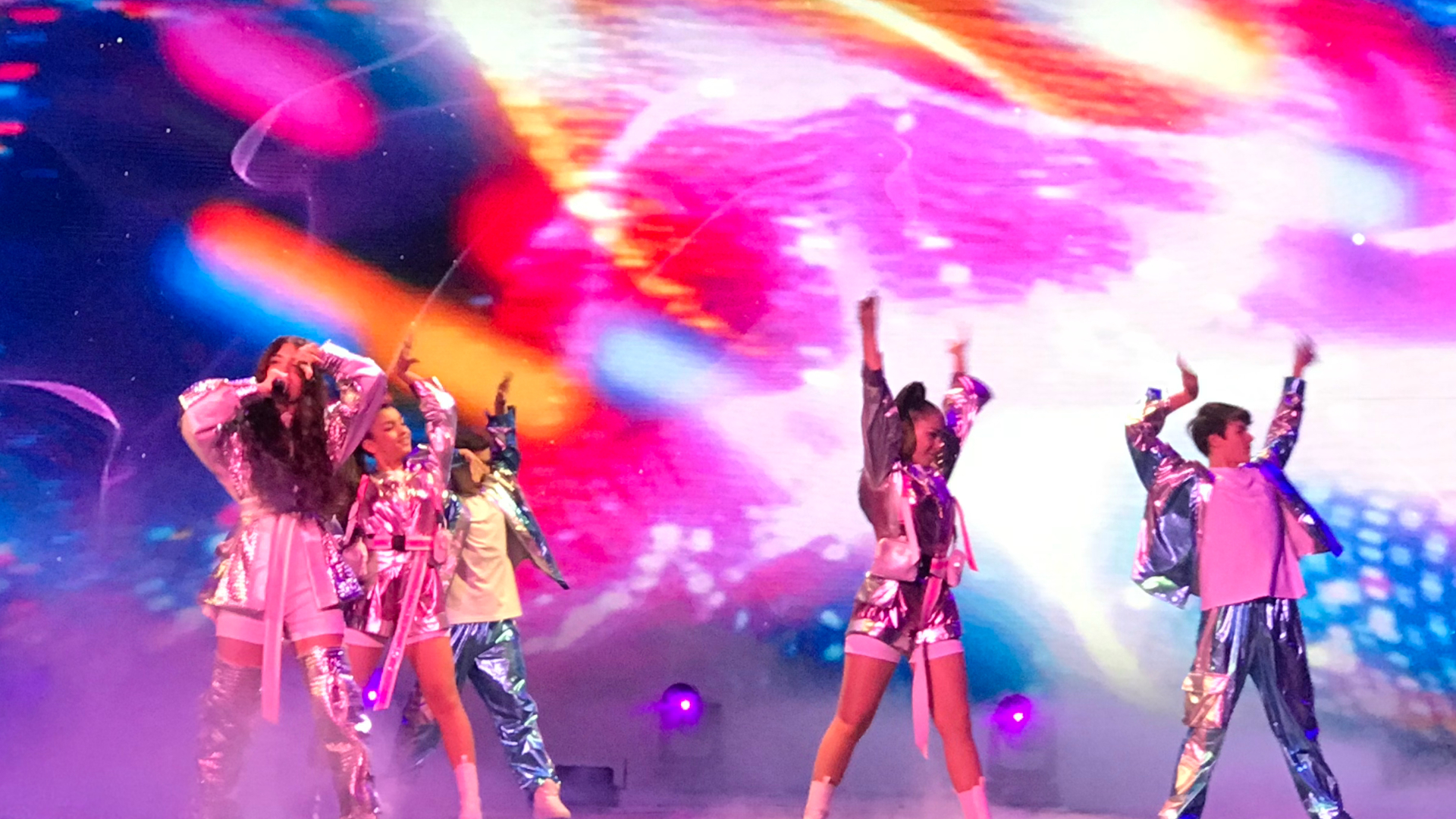
Maléna interpreta la canción "Qami Qami" en el Festival de la Canción de Eurovisión Junior 2021.

Maléna hizo su primer intento de representar a Armenia en Eurovisión Junior en el año 2018, participando en la final nacional del país con la canción "Պար" (, con la que se clasificó en octavo lugar en las semifinales. Más tarde, fue seleccionada internamente para representar al país caucásico en el Festival de Eurovisión Junior 2020 con el tema "Why", pero el país se retiró de la competición debido a la segunda guerra del Alto Karabaj. Por este motivo, Maléna fue reelegida en 2021, esta vez con la canción "Qami Qami" (compuesta por Tokionine, quien también escribiría la letra junto a Vahram Petrosyan, David Tserunyan y la propia Maléna). El 19 de diciembre de 2021, Maléna fue declarada ganadora del certamen con 224 puntos (115 del jurado y 109 del televoto).
Desde 2020, Malena colabora con el sello discográfico armenio TKN, donde trabaja con el productor Tokionine.

## Vida personal
Maléna es hija de la actriz Anna Manucharyan. Además, estudia en la Escuela de Música Sayat-Nova en Ereván.

## Discografía

### Sencillos
| Año  | Título              | Composición                                                                        |
| ---- | ------------------- | ---------------------------------------------------------------------------------- |
| 2020 | Why                 | David Badalyan, David Tserunyan, Syuzanna Khanzadyan                               |
| 2021 | Qami Qami           | Arpine Martoyan, David Badalyan, David Tserunyan, Vahram Petrosyan                 |
| 2022 | My Life Is Going On | Cecilia Krull                                                                      |
| 2022 | Cheri Cheri Lady    | Dieter Bohlen                                                                      |
| 2022 | Can't Feel Anything | Arpine Martoyan, David Badalyan, Roza Kostandyan                                   |
| 2023 | Flashing Lights     | Armen Hagopian, Maléna, Tokionine                                                  |
| 2024 | Never Have I Never  | Ashot Petrosyan, Hovhannes Hovhannisyan, Maléna, Michael Khan, Monomuse, Tokionine |